# Dejan Urbanč
Dejan Urbanč, slovenski nogometaš, * 13. april 1984, Brežice.
Urbanč je večji del kariere igral za slovenskega prvoligaša NK Celje.Vmes je bil posojen v svoj matični klub in bil tudi član Olimpije.Kot zadnji vezni ali defenzivni vezist je bil tudi član U-21 Slovenije,ki je v dodatnih kvalifikacijah za EP 2005 izgubila z Nizozemsko.Tedanja generacija nasprotnikov je bila zelo zvezdniška...z imeni kot so: Arjen Robben , Robin van Persie, Rafael van der Vaart,Wesley Sneijder,Klaas-Jan Huntelaar. Od leta 2010 pa Dejan znova igra za svoj matični klub NK Krško v slovenski prvi ligi.

## Klubska kariera
| Sezona    | Klub        | Država    | Liga | Nastopov | Golov |
| --------- | ----------- | --------- | ---- | -------- | ----- |
| 2002-2004 | Celje       | Slovenija | I    | 15       | 0     |
| 2004-2005 | NK Olimpija | Slovenija | I    | 12       | 0     |
| 2005-2010 | Celje       | Slovenija | I    | 114      | 3     |
| 2010-     | Krško       | Slovenija | II   | 93       | 17    |